# Asociación de la Lengua Auxiliar Internacional
La Asociación de la Lengua Auxiliar Internacional  (IALA) ( International Auxiliary Language Association, en inglés) fue fundada en 1924 para "promover el estudio generalizado, el debate y la divulgación de todas las cuestiones involucradas en el establecimiento de una lengua auxiliar, junto con la investigación y la experimentación que pueden acelerar dicho establecimiento de una manera inteligente y estable en fundaciones". A pesar de que fue creada para determinar qué idioma auxiliar de un amplio campo de opciones era el más adecuado para la comunicación internacional, finalmente determinó que ninguno de ellos era adecuado y desarrolló su propio lenguaje, conocido como interlingua. La IALA publicó materiales sobre el interlingua hasta 1954, cuando sus actividades fueron asumidas por la División Interlingua del Servicio de Ciencias (Sociedad para la ciencia y el público).